# 霍洛瓦河
霍洛瓦河是俄羅斯的河流，屬於姆斯塔河的右支流，由諾夫哥羅德州負責管轄，河道全長126公里，流域面積1,900平方公里，河水主要來自融雪，每年十一月至翌年四月結冰。